# Prix British Science Fiction du meilleur roman
Les prix British Science Fiction sont attribués chaque année pour les œuvres publiées pendant l'année calendaire précédente.
La catégorie du meilleur roman récompense des romans de fantasy et de science-fiction.

## Palmarès
Les gagnants sont cités en premier, suivis par les autres œuvres nommées.

### Années 1960

#### 1969
Tous à Zanzibar (Stand on Zanzibar) par John Brunner

### Années 1970
| Sommaire : | - Haut - 1970 - 1971 - 1972 - 1973 - 1974 - 1975 - 1976 - 1977 - 1978 - 1979 |

#### 1970
L'Orbite déchiquetée (The Jagged Orbit) par John Brunner

#### 1971
L'Instant de l'éclipse (The Moment of Eclipse) par Brian Aldiss

#### 1972
Non décerné

#### 1973
Rendez-vous avec Rama (Rendezvous with Rama) par Arthur C. Clarke

#### 1974
Le Monde inverti (Inverted World) par Christopher Priest

#### 1975
Orbitville (Orbitsville) par Bob Shaw

#### 1976
Les Brontosaures mécaniques (Brontomek!) par Michael Coney

#### 1977
Le Modèle Jonas (The Jonah Kit) par Ian Watson

#### 1978
Substance Mort (A Scanner Darkly) par Philip K. Dick

#### 1979
Le Rêveur illimité (The Unlimited Dream Company) par James Graham Ballard
- A.K.A.: A Cosmic Fable par Rob Swigart
- Blind Voices par Tom Reamy
- Sur les ailes du chant (On Wings of Song) par Thomas M. Disch
- Les Fontaines du paradis (The Fountains of Paradise) par Arthur C. Clarke

### Années 1980
| Sommaire : | - Haut - 1980 - 1981 - 1982 - 1983 - 1984 - 1985 - 1986 - 1987 - 1988 - 1989 |

#### 1980
Un paysage du temps (Timescape) par Gregory Benford
- La Grande guerre des Bleus et des Roses (A World Between) par Norman Spinrad
- Les Pilotes de la Grande Porte (Beyond the Blue Event Horizon) par Frederik Pohl
- L'Été-machine (Engine Summer) par John Crowley
- Molly zéro (Molly Zero) par Keith Roberts
- Transfigurations par Michael Bishop

#### 1981
L'Ombre du bourreau (The Shadow of the Torturer) par Gene Wolfe
- Salut l’Amérique ! (Hello America) par J. G. Ballard
- La Fontaine pétrifiante (The Affirmation) par Christopher Priest
- Le Souffle du temps (Where Time Winds Blow)	Robert Holdstock

#### 1982
Le Printemps d'Helliconia (Helliconia Spring) par Brian Aldiss
- Le Parlement des fées (Little, Big) par John Crowley
- No Enemy But Time par Michael Bishop
- L'Invasion divine (The Divine Invasion) par Philip K. Dick
- L'Épée du licteur (The Sword of the Lictor) par Gene Wolfe

#### 1983
Tik-Tok (Tik-Tok) par John Sladek
- La Grande Course de chars à voile (Cat Karina) par Michael Coney
- Les Fils de la Sorcière (Golden Witchbreed) par Mary Gentle
- Helliconia, l'été (Helliconia Summer) par Brian Aldiss
- La Citadelle de l'Autarque (The Citadel of the Autarch) par Gene Wolfe

#### 1984
La Forêt des Mythagos (Mythago Wood) par Robert Holdstock
- Empire du soleil (Empire of the Sun) par J. G. Ballard
- Neuromancien (Neuromancer) par William Gibson
- Nights at the Circus par Angela Carter
- Le Glamour (The Glamour) par Christopher Priest

#### 1985
L'Hiver d'Helliconia (Helliconia Winter) par Brian Aldiss
- Free Live Free par Gene Wolfe
- Survol (Kiteworld) par Keith Roberts
- Les Voies d'Anubis (The Anubis Gates) par Tim Powers
- The Warrior Who Carried Life par Geoff Ryman

#### 1986
The Ragged Astronauts par Bob Shaw
- La Musique du sang (Blood Music) par Greg Bear
- Comte Zéro (Count Zero) par William Gibson
- Queen of the States par Josephine Saxton
- La Schismatrice (Schismatrix) par Bruce Sterling

#### 1987
Grainne (Gráinne) par Keith Roberts

#### 1988
Lavondyss (Lavondyss) par Robert Holdstock
- L'Homme des jeux (The Player of Games) par Iain Banks
- Mona Lisa s'éclate (Mona Lisa Overdrive) par William Gibson
- Kairos par Gwyneth Jones
- The Wooden Spaceships par Bob Shaw
- La vie en temps de guerre (Life During Wartime) par Lucius Shepard

#### 1989
Pyramides (Pyramids) par Terry Pratchett
- L'Enfant arc-en-ciel (A Child Across the Sky) par Jonathan Carroll
- Cyteen (Cyteen) par C. J. Cherryh
- The Child Garden par Geoff Ryman
- La Côte dorée (The Gold Coast) par Kim Stanley Robinson

### Années 1990
| Sommaire : | - Haut - 1990 - 1991 - 1992 - 1993 - 1994 - 1995 - 1996 - 1997 - 1998 - 1999 |

#### 1990
Le Pays de Cocagne (Take Back Plenty) par Colin Greenland
- Hypérion (Hyperion) par Dan Simmons
- Rats and Gargoyles par Mary Gentle
- La Machine à différences (The Difference Engine) par William Gibson et Bruce Sterling
- L'Usage des armes (Use of Weapons) par Iain M. Banks

#### 1991
La Chute d'Hypérion (The Fall of Hyperion) par Dan Simmons
- La Lumière des astres (Eternal Light) par Paul J. McAuley
- Gravité (Raft) par Stephen Baxter
- The Architecture of Desire par Mary Gentle
- Mécomptes de fées (Witches Abroad) par Terry Pratchett

#### 1992
Mars la rouge (Red Mars) par Kim Stanley Robinson
- Le Grand Livre (Doomsday Book) par Connie Willis
- Hearts, Hands and Voices par Ian McDonald
- Hot Head par Simon Ings (en)
- Futurs perdus (Lost Futures) par Lisa Tuttle

#### 1993
Aztec Century par Christopher Evans
- Ammonite par Nicola Griffith
- Mars la verte (Green Mars) par Kim Stanley Robinson
- Les Chemins de l'espace (Harm's Way) par Colin Greenland
- Le Samouraï virtuel (Snow Crash) par Neal Stephenson

#### 1994
Efroyabl Ange1 (Feersum Endjinn) par Iain M. Banks
- Engineman par Eric Brown
- Nécroville (Necroville) par Ian McDonald
- North Wind par Gwyneth Jones
- La Cité des permutants (Permutation City) par Greg Egan

#### 1995
Les Vaisseaux du temps (The Time Ships) par Stephen Baxter
- Blood par Michael Moorcock
- Chaga par Ian McDonald
- Féerie (Fairyland) par Paul J. McAuley
- Nano (The Nano Flower) par Peter F. Hamilton
- Le Prestige (The Prestige) par Christopher Priest

#### 1996
Excession (Excession) par Iain M. Banks
- Mars la bleue (Blue Mars) par Kim Stanley Robinson
- Le Feu sacré (Holy Fire) par Bruce Sterling
- Interface par J. Frederick George et Neal Stephenson
- The Memory Palace par Gill Alderman
- The Stone Canal par Ken MacLeod

#### 1997
Le Moineau de Dieu (The Sparrow) par Mary Doria Russell
- A Son of the Rock par Jack Deighton
- Earthquake Weather par Tim Powers
- Jack Faust (Jack Faust) par Michael Swanwick
- Signs of Life par M. John Harrison

#### 1998
Les Extrêmes (The Extremes) par Christopher Priest
- Inversions (Inversions) par Iain M. Banks
- Queen City Jazz (Queen City Jazz) par Kathleen Ann Goonan
- La Division Cassini (The Cassini Division) par Ken MacLeod
- To Hold Infinity par John Meaney (en)

#### 1999
The Sky Road par Ken MacLeod
- Children of God par Mary Doria Russell
- Headlong par Simon Ings (en)
- Silver Screen par Justina Robson
- ThiGMOO par  Eugene Byrne (en)

### Années 2000
| Sommaire : | - Haut - 2000 - 2001 - 2002 - 2003 - 2004 - 2005 - 2006 - 2007 - 2008 - 2009 |

#### 2000
La Guerrière oubliée (Ash: A Secret History) par Mary Gentle
- Paradox par John Meaney (en)
- Perdido Street Station (Perdido Street Station) par China Miéville
- rougeRobe	(redRobe) par Jon Courtenay Grimwood
- L'Espace de la révélation (Revelation Space) par Alastair Reynolds

#### 2001
La Cité du gouffre (Chasm City) par Alastair Reynolds
- American Gods (American Gods) par Neil Gaiman
- Bold as Love par Gwyneth Jones
- Lust par Geoff Ryman
- Pashazade par Jon Courtenay Grimwood
- Une invasion martienne (The Secret of Life) par Paul J. McAuley

#### 2002
La Séparation (The Separation) par Christopher Priest
- Castles Made of Sand par Gwyneth Jones
- Effendi par Jon Courtenay Grimwood
- L'Ombre du Shrander (Light) par M. John Harrison
- Les Scarifiés (The Scar) par China Miéville
- Chroniques des années noires (The Years of Rice and Salt) par Kim Stanley Robinson

#### 2003
Felaheen par Jon Courtenay Grimwood
- Le Gouffre de l'absolution (Absolution Gap) par Alastair Reynolds
- Maul (Maul) par Tricia Sullivan
- Midnight Lamp par Gwyneth Jones
- Natural History par Justina Robson
- Identification des schémas (Pattern Recognition) par William Gibson

#### 2004
Le Fleuve des dieux (River of Gods) par Ian McDonald
- La Pluie du siècle (Century Rain) par Alastair Reynolds
- Les Quarante Signes de la pluie (Forty Signs of Rain) par Kim Stanley Robinson
- Jonathan Strange et Mr Norrell (Jonathan Strange & Mr Norrell) par Susanna Clarke
- La Veillée de Newton (Newton's Wake) par Ken MacLeod
- Stamping Butterflies par Jon Courtenay Grimwood

#### 2005
Air par Geoff Ryman
- 9Tail Fox par Jon Courtenay Grimwood
- Accelerando (Accelerando) par Charles Stross
- Learning the World par Ken MacLeod
- Living Next Door to the God of Love par Justina Robson

#### 2006
End of the World Blues par Jon Courtenay Grimwood
- Darkland par Liz Williams (en)
- Icarus par Roger Levy (en)
- Nova Swing par M. John Harrison
- Le Dernier Chasseur de sorcières (The Last Witchfinder) par James Morrow

#### 2007
Brasyl (Brasyl) par Ian McDonald
- Alice in Sunderland par Bryan Talbot
- Black Man (Black Man) par Richard Morgan
- The Execution Channel par Ken MacLeod
- The Prefect par Alastair Reynolds
- Le Club des policiers yiddish (The Yiddish Policemen's Union) par Michael Chabon

#### 2008
The Night Sessions par Ken MacLeod
- Anatèm (Anathem) par Neal Stephenson
- Déluge (Flood) par Stephen Baxter
- Gonzo Lubitsch ou l'Incroyable Odyssée (The Gone-Away World) par Nick Harkaway

#### 2009
The City and the City (The City and the City) par China Miéville
- Arche (Ark) par Stephen Baxter
- Lavinia (Lavinia) par Ursula K. Le Guin
- Yellow Blue Tibia par Adam Roberts

### Années 2010
| Sommaire : | - Haut - 2010 - 2011 - 2012 - 2013 - 2014 - 2015 - 2016 - 2017 - 2018 - 2019 |

#### 2010
La Maison des derviches (The Dervish House) par Ian McDonald
- Lightborn par Tricia Sullivan
- The Restoration Game par Ken MacLeod
- La Fille automate (The Windup Girl) par Paolo Bacigalupi
- Zoo City (Zoo City) par Lauren Beukes

#### 2011
Les Insulaires (The Islanders) par Christopher Priest
- By Light Alone par Adam Roberts
- Cyber Circus par Kim Lakin-Smith
- Légationville (Embassytown) par China Miéville
- Osama (Osama) par Lavie Tidhar

#### 2012
Jack Glass (Jack Glass) par Adam Roberts
- 2312 (2312) par Kim Stanley Robinson
- Dark Eden (Dark Eden) par Chris Beckett
- Empty Space par M. John Harrison
- Intrusion par Ken MacLeod

#### 2013
La Justice de l'ancillaire (Ancillary Justice) par Ann Leckie et Ack-Ack Macaque par Gareth L. Powell (ex æquo)
- Evening's Empires par Paul McAuley
- God's War par Kameron Hurley
- L'Adjacent (The Adjacent) par Christopher Priest

#### 2014
L'Épée de l'ancillaire (Ancillary Sword) par Ann Leckie
- Le Chant du coucou (Cuckoo Song) par Frances Hardinge
- Europe in Autumn par Dave Hutchinson
- Lagoon par Nnedi Okorafor
- Les Quinze Premières Vies d'Harry August (The First Fifteen Lives of Harry August) par Claire North
- The Moon King par Neil Williamson
- La Course (The Race) par Nina Allan
- Wolves par Simon Ings (en)

#### 2015
La Chute de la maison aux flèches d'argent (The House of Shattered Wings) par Aliette de Bodard
- Europe at Midnight par Dave Hutchinson
- Glorious Angels par Justina Robson
- Nouvelle Lune (New Moon) par Ian McDonald
- Les Enfants d'Eden (Mother of Eden) par Chris Beckett

#### 2016
Europe in Winter par Dave Hutchinson
- Libration (A Closed and Common Orbit) par Becky Chambers
- Azanian Bridges par Nick Wood
- Daughter of Eden par Chris Beckett
- Occupy Me par Tricia Sullivan

#### 2017
La Fracture (The Rift) par Nina Allan
- Dreams Before the Start of Time par Anne Charnock (en)
- Exit West (Exit West) par Mohsin Hamid
- Provenance (Provenance) par Ann Leckie

#### 2018
Braises de guerre (Embers of War) par Gareth L. Powell
- Before Mars par Emma Newman
- Europe at Dawn par Dave Hutchinson
- Revenant Gun par Yoon Ha Lee
- Rosewater (Rosewater) par Tade Thompson

#### 2019
Dans les profondeurs du temps (Children of Ruin) par Adrian Tchaikovsky
- Atlas Alone par Emma Newman
- L'Armada de marbre (Fleet of Knives) par Gareth L. Powell
- The Green Man's Foe par Juliet E. McKenna (en)
- Insurrection (The Rosewater Insurrection) par Tade Thompson

### Années 2020
| Sommaire : | - Haut - 2020 - 2021 - 2022 - 2023 - 2024 |

#### 2020
Genèse de la cité (The City We Became) par N. K. Jemisin
- Threading the Labyrinth par Tiffani Angus
- Piranèse (Piranesi) par Susanna Clarke
- The Sunken Land Begins to Rise Again par M. John Harrison
- L'Éclat d'étoiles impossibles (Light of Impossible Stars) par Gareth L. Powell
- Le Ministère du futur (The Ministry for the Future) par Kim Stanley Robinson
- Club Ded par Nikhil Singh
- The Doors of Eden par Adrian Tchaikovsky
- Comet Weather par Liz Williams (en)
- Water Must Fall par Nick Wood

#### 2021
Shards of Earth par Adrian Tchaikovsky
- Une désolation nommée paix (A Desolation Called Peace) par Arkady Martine
- Green Man’s Challenge par Juliet E. McKenna (en)
- Purgatory Mount par Adam Roberts
- Skyward Inn par Aliya Whiteley (en)
- Blackthorn Winter par Liz Williams (en)

#### 2022
City of Last Chances par Adrian Tchaikovsky
- The Red Scholar’s Wake par Aliette de Bodard
- Stars and Bones par Gareth L. Powell
- The This par Adam Roberts
- The Coral Bones par E. J. Swift

#### 2023
The Green Man's Quarry par Juliet E. McKenna (en)
- Descendant Machine par Gareth L. Powell
- Airside par Christopher Priest
- HIM par Geoff Ryman
- Shigidi and the Brass Head of Obalufon par Wole Talabi (en)

#### 2024
Three Eight One par Aliya Whiteley (en)
- Calypso par Oliver K. Langmead
- Rabbit in the Moon par Fiona Moore (en)